# 婼羌暴动
婼羌暴动，又称卡克里克暴动。1935年在新疆省婼羌县（今新疆维吾尔自治区若羌县）爆发的维吾尔族暴动，旨在反对回族军阀，但被以回族为主的中央陆军新编第三十六师部队迅速平定，100多名维吾尔人被处决。暴动者的家人被扣作人质。